# Kuba (Park)

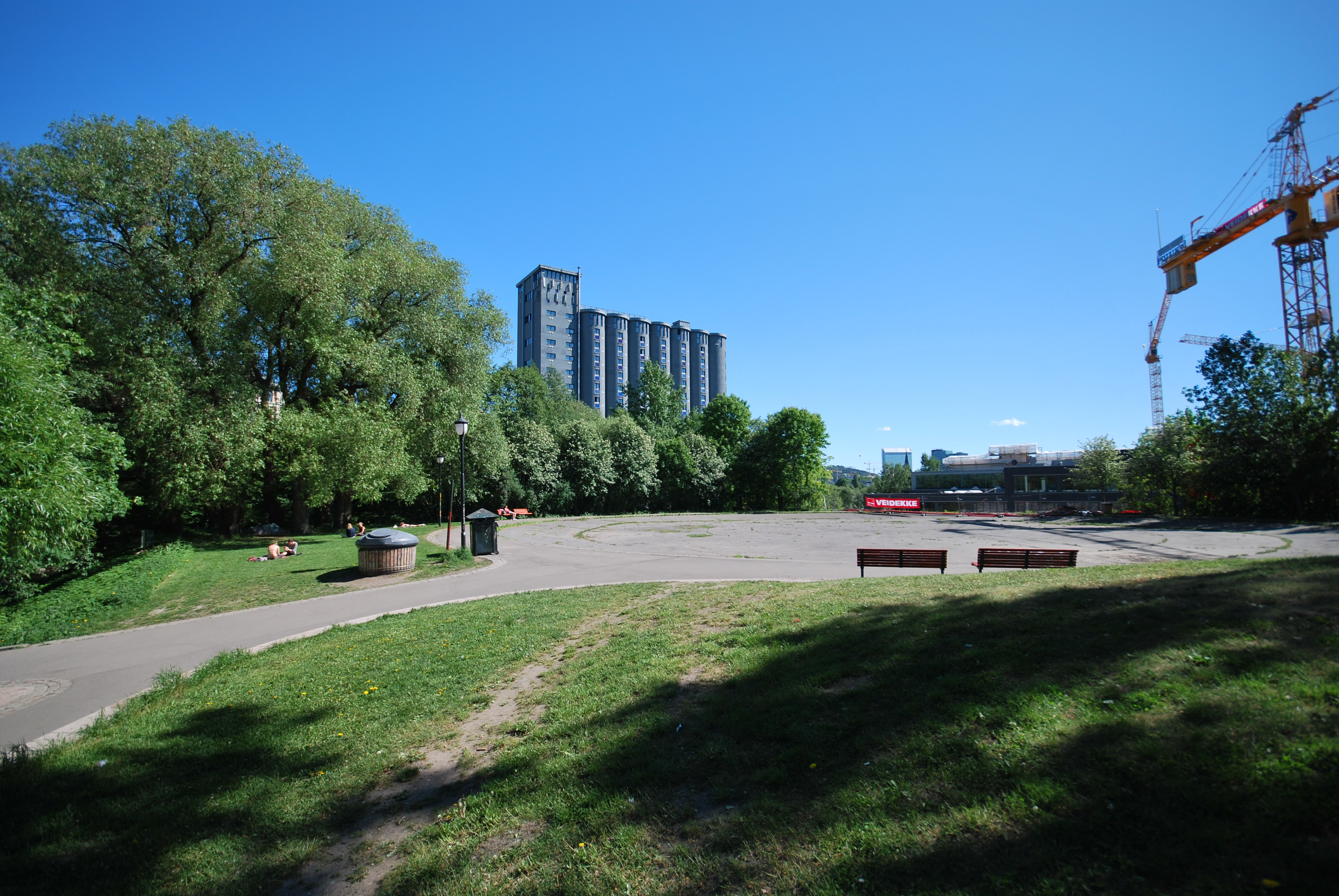
Blick auf das Fundament des früheren Gasbehälters

Kuba (auch Cuba oder Kubaparken) ist ein Park im Stadtteil Grünerløkka in der norwegischen Hauptstadt Oslo. Der Park erstreckt sich über beide Seiten des Flusses Akerselva und wurde im Jahr 1928 angelegt.

## Lage
Der Kuba-Park liegt an den beiden Uferseiten des in Nord-Süd-Richtung durch Oslo fließenden Flusses Akerselva. Im Westen des Parks befindet sich der Alexander Kiellands plass und im Osten der Stadtbezirk Grünerløkka. Der im Park liegende Pavilion wird unter anderem für politische Debatten genutzt und am norwegischen Verfassungstag wird dort eine Feier abgehalten.

## Geschichte

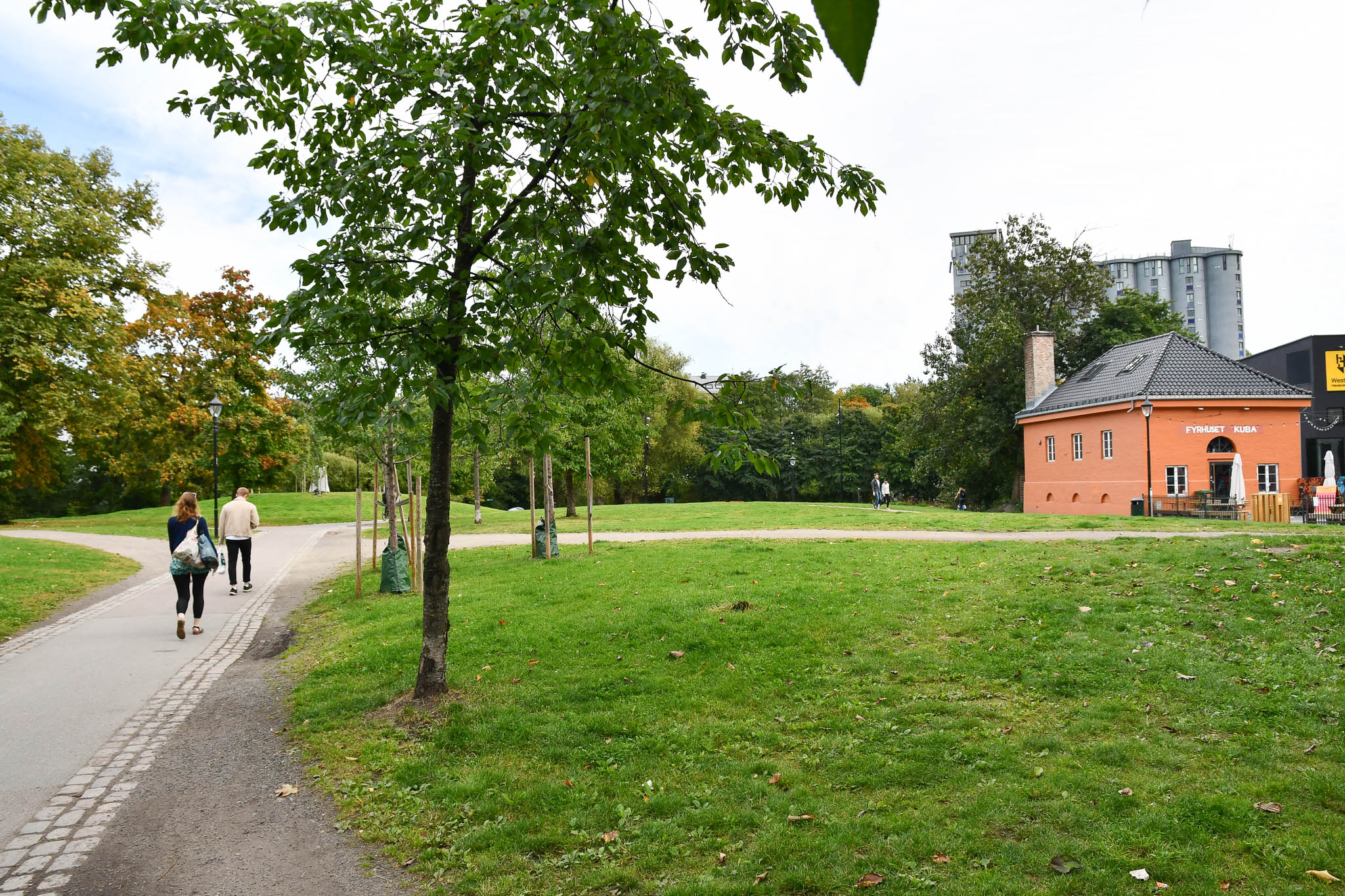
Park mit dem alten Feuerwehrhaus

In den Jahren 1925 bis 1973 befand sich auf der Westseite des Flusses Akerselva ein Gasbehälter. Dieser wurde vom Gaswerk der Stadt, dem Kristiania Gassverk, betrieben. Bis 1964 diente ein 1924 im Gebiet erbautes Gebäude als Feuerwehrhaus für den Gastank. Der Park in dem Gebiet mit dem Gasbehälter und dem Feuerwehrhaus wurde im Jahr 1928 angelegt. Ab 1971 wurde das alte Feuerwehrhaus als Autowerkstatt verwendet. Mit der Zeit verfiel das Gebäude und die Kommune Oslo beschloss als Eigentümerin des Gebäudes, es zu einem Café umzufunktionieren. Dieses wurde 2005 fertiggestellt.

## Name
Die Herkunft des Namens ist nicht genau gesichert. Eine Theorie geht davon aus, dass man den Namen vergab, nachdem ein Teil der Bebauung von Grünerløkka den Namen Ny York erhalten hatte, und man Kuba wählte, da Kuba in der Nähe von New York läge. Eine andere Theorie sieht den Ursprung des Namens in der häufiger gebrauchten Abkürzung von Kudskebakken, einer von etwa 1750 bis 1870 in der Nähe betriebenen Wirtsstätte. Ein weiterer Ansatz ist der, dass der Name vom Gasometer abgeleitet wird. Da die Gasbehälter allerdings zylinderförmig waren und nicht würfelförmig, also kubisch, gilt diese Theorie als eher unwahrscheinlich.